# 罗斯托克区
罗斯托克区（德語：Bezirk Rostock）是德意志民主共和国的一个区（Bezirk），行政中心为罗斯托克。

## 历史
该区与其他东德的十三个区成立于1952年7月25日，替代了德国传统上的联邦州行政区划。1990年10月3日两德统一后，该区成为了梅克伦堡-前波美拉尼亚的一部分。

## 下分区划
该区下分14个县（Kreise）：计4个城市县（Stadtkreise）、10个乡村县（Landkreise）。
- 城市县：格赖夫斯瓦尔德、罗斯托克、施特拉尔松德、维斯马
- 乡村县：Bad Doberan、Kreis Greifswald、格雷沃斯米伦、Grimmen、Ribnitz-Damgarten、Rostock-Land、吕根县、Stralsund、Wismar、Wolgast